# Роджерс, Гари
Гари Роджерс (англ. Gary Rogers; род. 25 сентября 1981, Дроэда, Ленстер или Наван, Ленстер) — ирландский футболист, выступающий на позиции вратаря. Играет за ирландский «Дандолк».

## Карьера
Роджерс играл за «Сент Франциск», когда был замечен Дермотом Кили и приглашён в юношескую команду «Шелбурна». Позже был на просмотре в «Стокпорт Каунти». Но контракт так и не был подписан, и он вернулся в «Шелбурн», в составе которого, однако, так и не сыграл.
В возрасте 21 года Гари перебрался в «Дроэда Юнайтед». В 2005 году, будучи резервным голкипером, он выиграл Кубок Ирландии.
Разочарованный непопаданием в первую команду, Роджерс присоединился к «Дублин Сити». После шести месяцев срок его контракта истёк, и Роджерс остался без клуба. Впоследствии он подписал контракт с «Брэй Уондерерс», где оставался до начала сезона 2007. Вратарь подписал контракт с «Голуэй Юнайтед» в феврале 2007-го. Роджерс стал первым вратарём, и помог успешно провести сезон в Премьер-лиге.
В 2009-м вратарь последовал за тренером Джеффом Кенна в Дублин, в клуб «Сент-Патрикс Атлетик». Из-за плохих выступлений Роджерса и команды, Кенна был уволен. Роджерс остался в клубе на следующий сезон под руководством Пита Махона и был признан лучшим игроком месяца в марте 2010 года, не пропуская в пяти первых играх сезона. Он повторно подписал контракт 30 ноября 2010 года. В 2009 году, когда клуб достиг раунда плей-офф Лиги Европы. Вратарь сохранил ворота «сухими» в матчах против «Валлетты» и «Крыльев Советов». Два года спустя «святые» снова играли в 3-м раунде Лиги Европы, где он снова не пропустил в матчах против «Вестманнаэйяра» и «Шахтера» (Караганда). Гари провёл свой 100-й матч за клуб против «Дандолка» 13 июня 2011 года.
В декабре 2011-го Роджерс подписал контракт с клубом «Слайго Роверс».